# Tristramella intermedia
Tristramella intermedia là một loài cá đã tuyệt chủng thuộc họ Cichlidae. Nó là loài đặc hữu của Israel. Môi trường sống tự nhiên của chúng là hồ nước ngọt. Nó đã tuyệt chủng do mất nơi sinh sống.